# École nationale d'administration (France)
Pour les articles homonymes, voir École nationale d'administration et ENA.
L'École nationale d'administration (ENA), créée en 1945 et remplacée en 2022 par l'Institut national du service public (INSP), est une ancienne grande école d'application française chargée d'assurer la sélection et la formation des hauts fonctionnaires de l'État français. D'abord située à Paris, elle s'installe à Strasbourg en 1991.
La grande école accueillait chaque année à Strasbourg 80 à 100 élèves en formation initiale, auxquels s'ajoutaient un tiers d'élèves étrangers issus des cycles internationaux et une soixantaine d'élèves de masters et mastère spécialisé. Étaient aussi dispensées parallèlement des sessions courtes de formation continue, à Paris et à Strasbourg, pour les hauts-fonctionnaires français et étrangers.
Les 6 500 anciens élèves de l'école (en 2018) sont communément appelés « énarques ». Au cours de la Ve République, les énarques jouent un rôle central dans la vie politique française, comptant quatre présidents de la République, neuf Premiers ministres et de nombreux ministres et secrétaires d'État sortis de leur rang.
Jouissant d'un très grand prestige dans l'enseignement supérieur et dans la société française en incarnant la méritocratie au service de l’État mais aussi l'élitisme, l'ENA est associée par ses détracteurs à une technocratie centraliste. Ces critiques conduiront à des adaptations de plus en plus fréquentes de ses formations à partir de 2002. Le 8 avril 2021, le président de la République française, Emmanuel Macron, annonce la suppression de l'ENA, remplacée en 2022 par l'Institut national du service public (INSP).

## Histoire

### Avant 1945

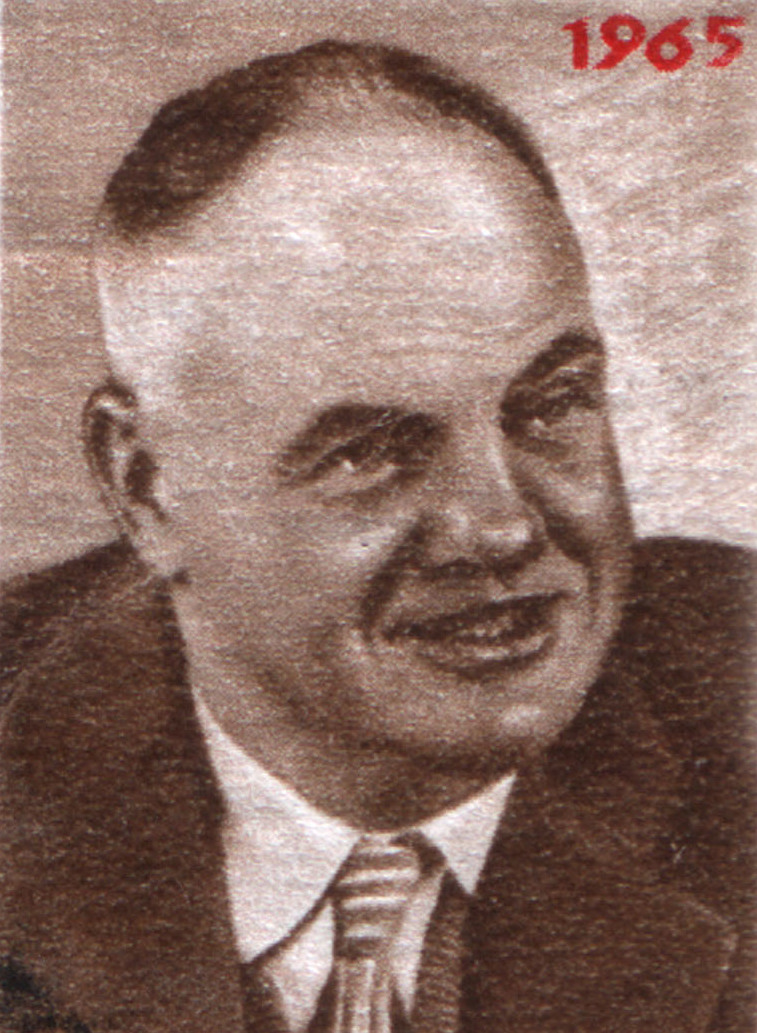
Maurice Thorez, figure du Parti communiste français et signataire des décrets fondateurs de l'ENA.

Avant 1945, l'État français n'assurait pas une formation unique pour les fonctionnaires responsables de sa haute administration. En effet, si le système du concours – considéré alors comme la seule garantie d'un recrutement impartial et fondé sur le mérite – était déjà généralisé depuis la fin du XIXe siècle, chaque corps ou ministère organisait son propre concours, sans considération pour l'homogénéité de la haute fonction publique. Certains risques de corporatisme ou de népotisme en résultaient.
En 1848 déjà, le ministre de l'Instruction publique Hippolyte Carnot avait eu l'idée de créer une École d'administration, chargée de la formation des administrateurs gouvernementaux. Un décret de création fut rédigé (décret du 8 mars 1848), mais l'école, installée dans l'ancien bâtiment du collège du Plessis, fut fermée en août 1849, quelques mois après son inauguration, lorsque Carnot quitta son poste de ministre,.
À partir de 1936 et consécutivement à l'arrivée au pouvoir du Front populaire et de son ministre de l'éducation nationale Jean Zay, l'idée de créer une unique école de sélection et de formation des hauts fonctionnaires voit à nouveau le jour. Elle se heurtera à un vote défavorable du Sénat[réf. nécessaire].
Pendant la Seconde Guerre mondiale, deux projets aux apparences similaires mais aux objectifs opposés émergent. L'École des cadres d'Uriage, créée par Vichy en 1940, a pour objectif l'instauration d'une nouvelle aristocratie fondée sur le sens du service de l'État. S'éloignant de l'idéologie vichyste, elle sera finalement dissoute par Pierre Laval en décembre 1942. Le second projet, qui est quant à lui conduit peu après la libération par Michel Debré et Emmanuel Monick, aboutira à la création de l'ENA, des Instituts d'études politiques et du Centre de hautes études administratives. 

### Création de l'ENA

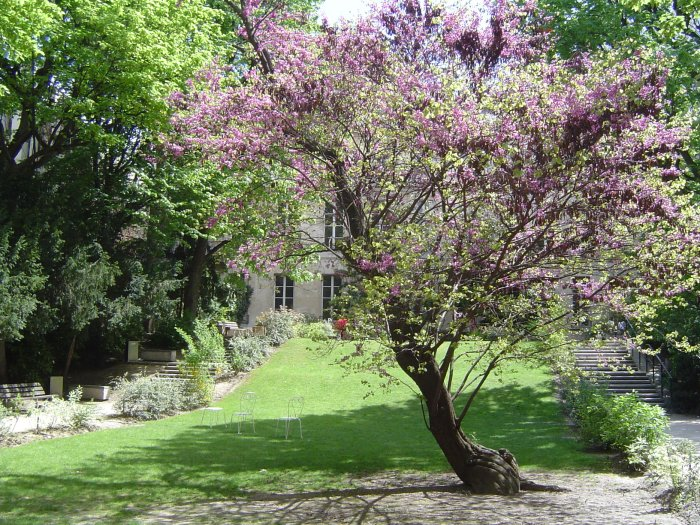
L'ancien site arboré de la rue des Saints-Pères, tout comme celui de la rue de l'Université, est aujourd'hui occupé par l'IEP de Paris.

L'école nationale d'administration (ENA) a été créée par l'ordonnance no 45-2283 du 9 octobre 1945 par le Gouvernement provisoire de la République française, alors présidé par le général de Gaulle. Cette décision, qui devait profondément bouleverser la structure même de l'administration publique française, avait été préparée par la Mission provisoire de réforme de l'administration, placée auprès du chef du gouvernement et dirigée par Maurice Thorez, vice-président du Conseil et secrétaire général du Parti communiste français. Après la démission du Général de Gaulle de la présidence du Conseil le 20 janvier 1946, c'est Maurice Thorez qui va réussir à mener à bien la réforme administrative et l'élaboration du statut de la fonction publique, en se préoccupant d'assurer d'abord la naissance de l'école nationale d'administration créée avant son entrée au Conseil. Michel Debré, maître des requêtes au Conseil d'État et commissaire de la République à Angers, animait cette mission de création de l'école. Il a assuré provisoirement la direction de l'école.
« Nous avons créé la République des ingénieurs[réf. souhaitée] » se félicitera à ce sujet Georges Pompidou.

### Soixante années d'implantation parisienne

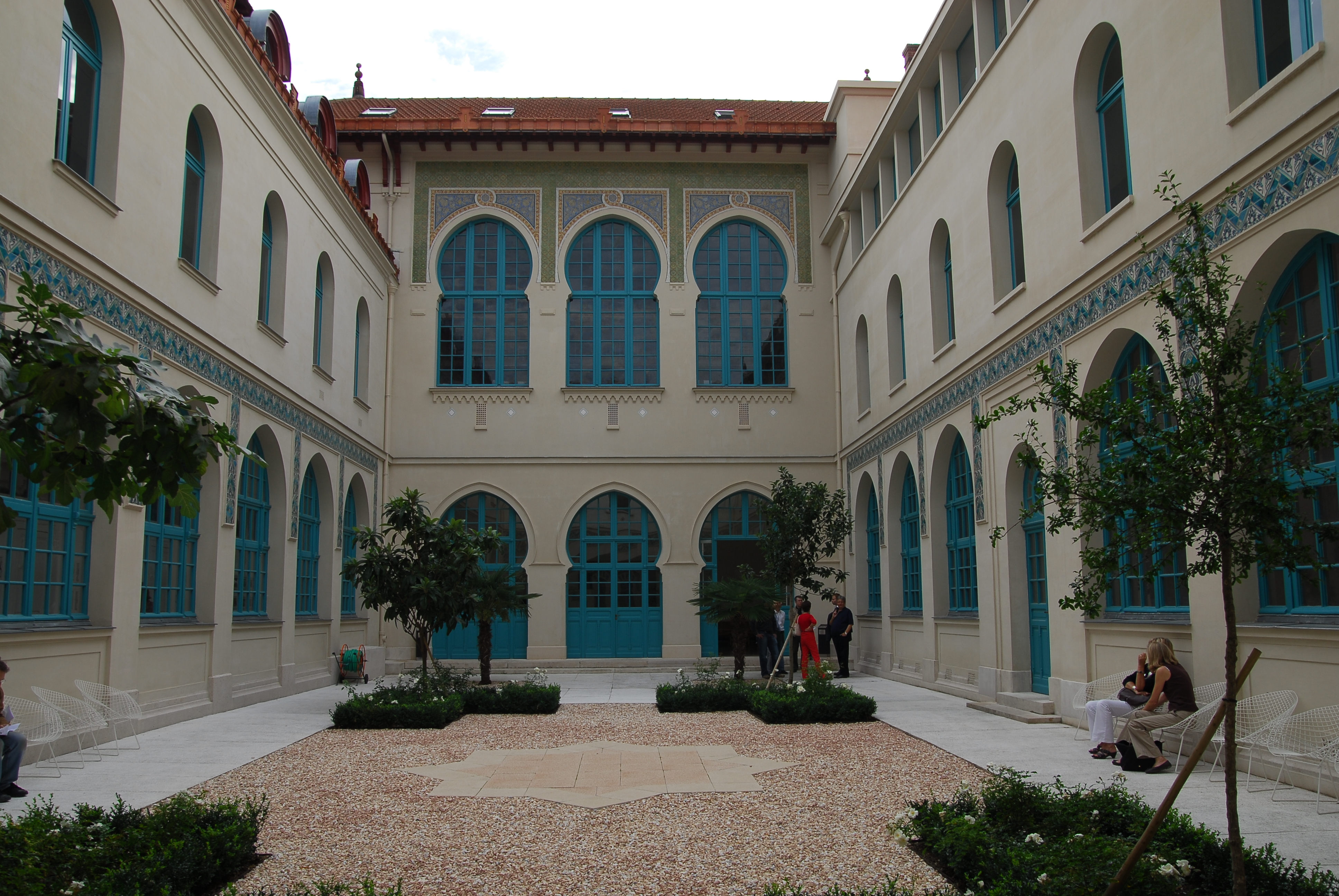
Vue du patio de l'École nationale d'administration (antenne de Paris).

L’École s'établit d'abord dans les murs de l'hôtel de La Meilleraye, au 56 rue des Saints-Pères, à Paris. Le bâtiment, exproprié en 1945 au bénéfice de la Fondation nationale des sciences politiques, est toutefois jugé trop petit par le directeur historique de l'école, Henri Bourdeau de Fontenay, lequel recherche aussitôt un autre site. Sur le conseil de Raoul Dautry, ministre de la Reconstruction et de l'Urbanisme, il revendique avec succès la Grande Écurie du Château de Versailles, alors affectée au ministère des Armées. Un décret du 14 février 1946 affecte le site au ministère de la Fonction publique, qui l'attribue à l'ENA ; trois projets successifs d'aménagement sont demandés à plusieurs architectes, dont André Lurçat, Albert Morize et Louis Madeline. Mais les crédits manquent, l'Armée rechigne à quitter les lieux, et Bourdeau de Fontenay doit renoncer à son projet versaillais en 1954. L'ENA reste dans ses locaux de la rue des Saints-Pères, qui verront se succéder trente-quatre promotions d'élèves (de la promotion France combattante jusqu'à la promotion Pierre Mendès France).[réf. nécessaire]
L'hôtel de Feydeau de Brou, situé au 13 rue de l'Université, a été occupé par le Service hydrographique et océanographique de la marine jusqu'en 1971, date de sa décentralisation à Brest. L'hôtel a alors été restauré et les élèves de la promotion Michel de l'Hospital s'y sont installés en 1978. En avril 2007, cet hôtel particulier a été rebaptisé « Bâtiment René Rémond » par le nouveau propriétaire des murs (la Fondation nationale des sciences politiques).[réf. nécessaire]
En 2002, l'ENA a absorbé l'Institut international d'administration publique (IIAP), établissement issu de l'École nationale de la France d'outre-mer, et utilise ses anciens locaux au 2 avenue de l'Observatoire (VIe arrondissement).[réf. nécessaire]

### 1991: déménagement à Strasbourg

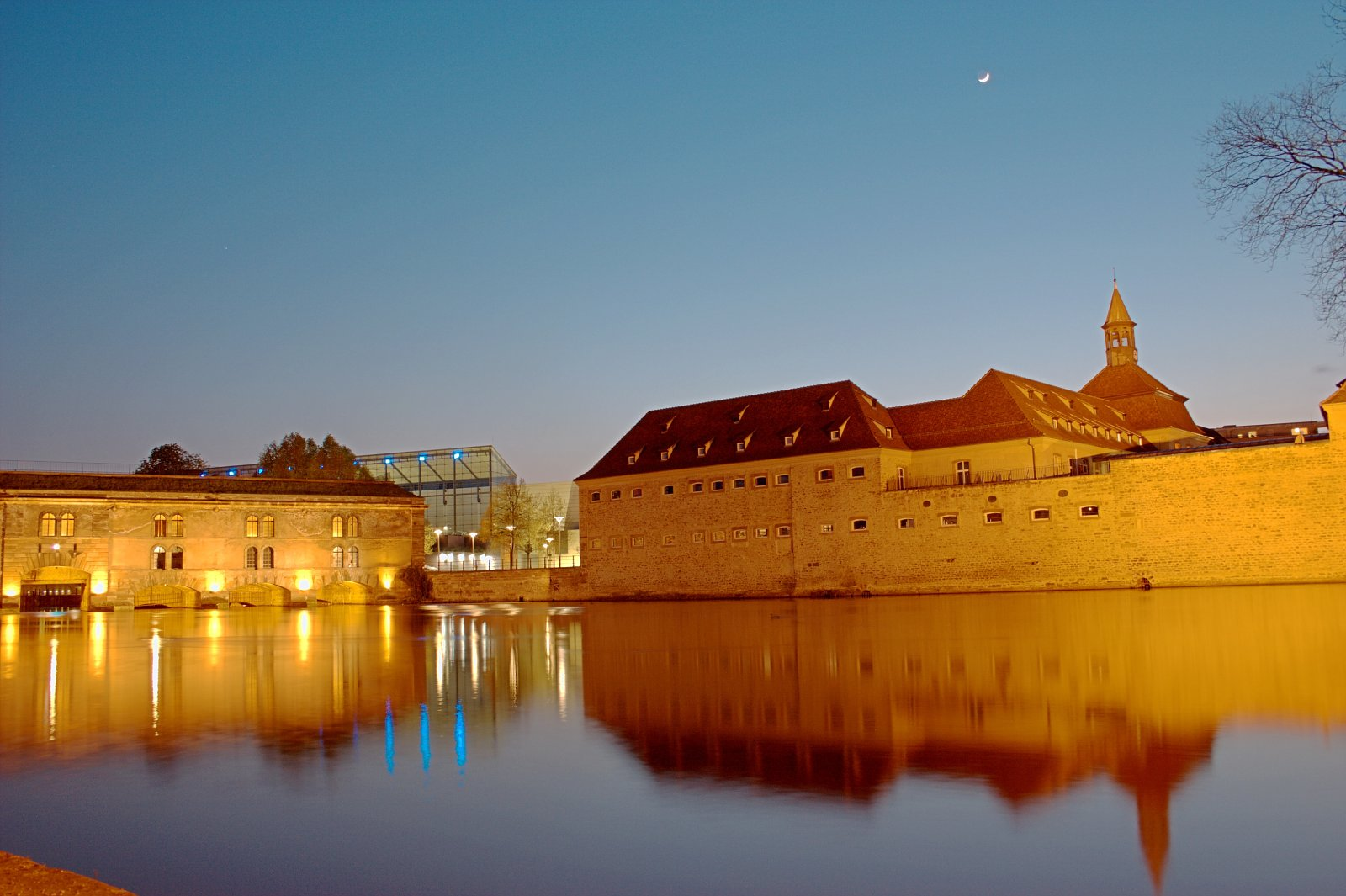
Le site strasbourgeois à la Commanderie Saint-Jean, en bordure de l’Ill.

Sous l'impulsion d'Édith Cresson, il est décidé en 1991 de déménager l'école à Strasbourg, au 1, rue Sainte-Marguerite. Avant d'accueillir l’ENA, la Commanderie Saint-Jean, construite au XIVe siècle, fut successivement un couvent (ordre de Saint Jean de Jérusalem), un hôpital puis, entre 1740 et 1988, une prison.
Pendant treize ans, les activités de l'école se sont organisées sur deux sites (rue de l'Université à Paris et rue Sainte-Marguerite à Strasbourg). En 1995, la promotion Victor Schoelcher, cinquante-deuxième promotion de l'ENA, fut la première à effectuer l'ensemble de sa scolarité à Strasbourg. La promotion précédente René Char y avait déjà passé plusieurs semaines lors de leur scolarité.
Cette décision de déménager l'école de Paris à Strasbourg provoque des contestations en son sein. En 1991, des élèves (dont Valérie Pécresse) occupent l'amphithéâtre des locaux à Paris pour protester contre cette décision. À la suite d'un recours en Conseil d'Etat sur la légitimité de cette délocalisation le siège de l'Ecole sera conforté à Strasbourg mais la formation des élèves sera organisée alternativement entre Strasbourg et Paris. C'est en 2005 que  les activités de l'Ecole seront pleinement recentrées sur Strasbourg, l'ensemble de la formation des élèves  étant dorénavant organisée. Un nouveau bâtiment étant alors construit pour accueillir les services administratifs. Sous la passerelle assurant la liaison entre le bâtiment historique et l’extension, une sculpture monumentale du sculpteur Jivko a été installée.
Le déménagement à Strasbourg représente un rapprochement symbolique de l'école des institutions européennes et permet une collaboration avec l'autre grande école du service public implantée à Strasbourg, l'Institut national des études territoriales (INET).

### Antenne parisienne

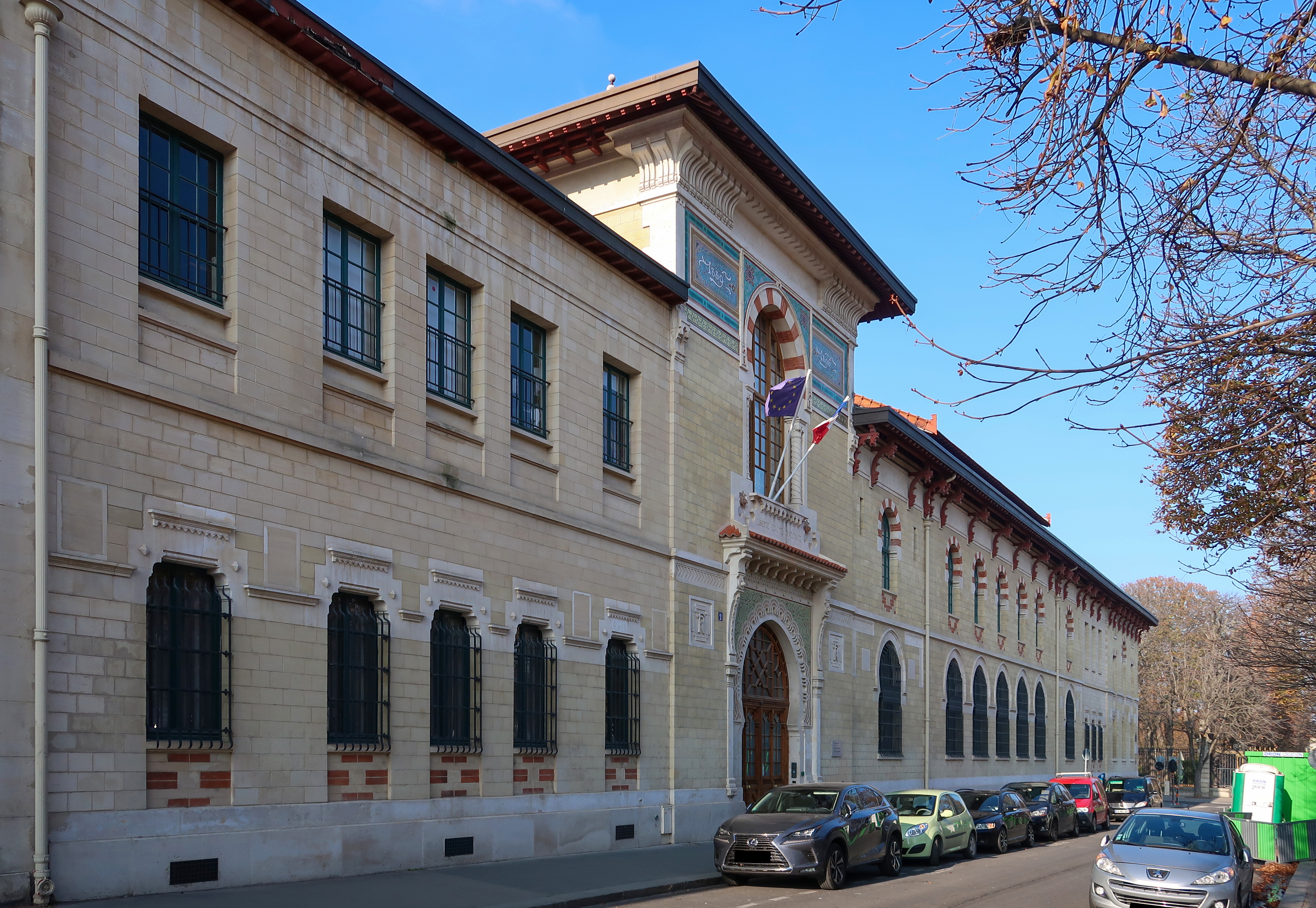
ENA à Paris, ancienne École nationale de la France d'outre-mer.

Le site de l'avenue de l'Observatoire à Paris, accueille dans les anciens locaux de l'École nationale de la France d'outre-mer, depuis fin janvier 2007, les activités parisiennes de l'ENA (le service des cycles courts et la direction des relations internationales) tandis que tous les autres services de l'école sont concentrés à Strasbourg. Seuls les cours des élèves en formation permanente dans des cycles pédagogiques de moins d'un mois ont encore lieu à Paris.

### Critiques de l'ENA

#### Élites françaises «héritières de la culture dominante»
Dans leur livre Les Héritiers, publié en 1964, Pierre Bourdieu et Jean-Claude Passeron ont décrit comment certaines grandes écoles françaises, dont l'ENA, sont monopolisées par les « héritiers de la culture dominante ». Ils ont notamment critiqué les concours d'accès à ces grandes écoles. Leur sélectivité vient, selon eux, mettre à mal le fondement de démocratisation de l'accès à l'enseignement supérieur. Ces héritiers, cultivant une image d'aristocrates dilettantes, seraient portés par une forte connivence entre l'école et leur propre culture familiale.
Cet ouvrage a fait l'objet de vives critiques après sa publication, notamment par le sociologue Raymond Boudon, qui reprochait à Pierre Bourdieu et Jean-Claude Passeron leur « croyance en un déterminisme social et en une vision statique de l’école », bien que Bourdieu et Passeron aient bien parlé d'influence et en aucun cas de déterminisme[réf. nécessaire].
La critique de l'ENA participe d'interrogations plus générales sur la société française : la sélection et la reproduction des élites, la bureaucratie, la centralisation et les relations entre l'État et les citoyens.
Depuis les années 1960, il est parfois reproché aux anciens élèves de l'ENA une pensée technocratique[réf. nécessaire]. L'école fait ainsi l'objet de critiques de la part de certains de ses propres élèves, tel Jean-Pierre Chevènement, dans son livre L'Énarchie ou Les Mandarins de la société bourgeoise (publié sous le pseudonyme de Jacques Mandrin en 1967).
En 2000, le magazine L'Express juge en déclin le prestige et le réseau d'influence de l'ENA. Alors que les anciens membres de l'inspection des finances dominaient les cabinets ministériels et la direction des entreprises publiques, les privatisations ont réduit drastiquement leurs débouchés. Les grandes entreprises privées investissent de plus en plus sur les marchés internationaux dominés par la culture d'entreprise anglophone et où les relations privilégiées au sein des ministères français ne comptent guère. La mondialisation, la construction européenne, la décentralisation limitent le pouvoir traditionnel des réseaux parisiens. Les différences de revenu entre secteur public et privé s'accroissent au détriment du premier tandis que la législation rend plus difficile le « pantouflage » qui permettait de passer avantageusement de l'un à l'autre.
En 2016, un ancien élève, Olivier Saby, critique dans un livre le « vide abyssal de l’enseignement », le conservatisme des enseignants comme des élèves, et la frilosité et l'obsession du classement de sortie des élèves comme des anciens élèves. Louis Giscard d'Estaing, le fils de Valéry Giscard d'Estaing, raille l'école en la surnommant : « l'Ecole Nationale des Archaïsmes ».

#### Contestations internes
Le classement de sortie et notamment l'affectation dans les grands corps a fait l'objet de contestations récurrentes (promotions de Gaulle, Leopold Sedar Senghor). Pour la première fois depuis la création de l'Ecole en 1945,  le classement de sortie de la promotion 2004 baptisée « promotion Léopold-Sédar-Senghor » fit l'objet d'une contestation collective et officielle. En effet 75 de ses élèves signèrent un recours exigeant l'annulation du classement pour irrégularité des examens. Le Conseil d'État leur donna raison : le classement fut annulé a posteriori ; toutefois ce fut sans effet sur l'affectation des élèves. Un des élèves, dénommé Emmanuel Macron, le futur ministre et Président de la République, appartenant à cette promotion justifia cette action auprès du journal Le Monde en déclarant « On était une promotion libre ». Un livre publié en 2018 par le journaliste Vincent Jauvert évoque cette procédure sous cette forme : « Fait unique de l'Histoire, la promotion porte collectivement plainte contre l'État. Motif : les épreuves de sortie comportaient des irrégularités. »
À l'automne 2015, une ancienne élève de la promotion Willy-Brandt, Adeline Baldacchino, publie un ouvrage de témoignage et de réflexion critique largement relayé par les médias,,, dans lequel elle prône une révolution du contenu de la formation des énarques, considérant que le manque de culture critique, de compétences disciplinaires de haut niveau et d'expérience de terrain constitue la principale faiblesse de l'école, et l'une des causes de la décrédibilisation des technocrates. Elle y établit un lien entre le naufrage intellectuel des élites, l'impuissance publique des politiques et la montée des extrêmes. Dans une tribune de 2016 au journal Le Monde, elle estime que supprimer l'ENA constitue une fausse bonne idée, puisqu'il s'agirait plutôt de lui faire retrouver sa "vocation première" : " développer les sentiments des hauts devoirs que la fonction publique entraîne et les moyens de les bien remplir" selon les mots de Michel Debré, l'un des fondateurs de l'école.

#### L'ENA forme des cadres intermédiaires et non des décideurs
Cette critique a été émise de façon semi-ironique par Romain Bouteille dans ses spectacles.[Lesquels ?] L'ENA forme d'une façon sans doute efficace des cadres intermédiaires capables de transmettre et de faire appliquer les ordres venus du sommet de l'État, d'établir des rapports clairs pour les décideurs plus haut placés dans la hiérarchie, mais forme-t-elle à diriger quand personne n'est au-dessus pour prendre les décisions ? En d'autres termes, forme-t-elle des stratèges et pas seulement des tacticiens ? L'artiste répond par la négative au cours d'une interview dans les années 1970[Quand ?], reprise dans Charlie mensuel :

« R. B. : (…) un bonhomme arrive à obtenir un poste en obéissant depuis tout p’tit, et… Et qu’sa seule motivation, c’est la récompense à l’obéissance, sa vocation c’est d’obéir, et puis… Il passe son diplôme assez facilement, y pourrait apprendre le Bottin… Et puis il se prend, après, pour un intellectuel, et puis on lui donne un poste dans lequel il est supposé commander. Et il peut pas commander. Commander, ça s’apprend en naissant. C’est pour ça que les aristocrates commandaient tellement bien, malgré un régime pas possible, c’est qu’ils apprenaient à commander depuis qu’ils avaient 20 ans, quoi. Et ça c’est une autre notion des choses.
R.G.[Qui ?]: Vous trouvez qu’on obéit beaucoup dans notre société, là, qu’on est tous voué à obéir, à être dominé ?
R. B. : Mais plus on monte dans la hiérarchie, plus on est obéissant, c’est ça qui est extraordinaire. Donc c’est la certitude, quelque apparence du contraire qui puisse avoir lieu, c’est la certitude qu’un bonhomme qui a passé des diplômes n’est plus du tout fait pour commander, puisqu’il a prouvé que sa capacité était avant tout l’obéissance. Euh, il faut qu’il… à chaque fois qu’il passe un examen, il faut qu’il mette de côté tout ce qui est réaliste, c’est-à-dire tout ce qu’il est interdit de dire. Tout ce qui n’est pas convenable. Mais il n’a pas de mal à le faire puisqu’il est amoureux de tout ce qui est convenable de dire. Donc, c’est… Il plaît au truc d’au-dessus. Quand il est au sommet, on s’demande pourquoi ça peut pas marcher. Mais il n’y a aucune chance pour que ça marche ![citation nécessaire] »

#### Formation
Selon Thierry Mandon, ancien secrétaire d'État auprès du Premier ministre, chargé de la Réforme de l'État et de la Simplification, l'ENA est « une aberration absolue. Il n'y a pas de professeurs, des gens viennent faire des conférences : on considère que, parce que vous avez réussi le concours, vous savez déjà tout et êtes aptes à diriger. On ne vous apprend qu'à rédiger des décrets et des circulaires, c'est-à-dire à soumettre les citoyens à vos décisions ».

#### Suppression de l'ENA
La question de la suppression de l'ENA est posée dès la fin des années 1970 par le sociologue Michel Crozier. Elle revient ensuite régulièrement dans le débat sur la modernisation de la société française.
Au cours de la campagne précédant l'élection présidentielle française de 2007, certains candidats[Lesquels ?] comme François Bayrou se sont déclarés en faveur de la suppression de l'ENA[pourquoi ?][réf. nécessaire]. Un sondage réalisé pour l'occasion par Louis Harris 2, fait apparaître que « la suppression de l'ENA » en tant que proposition de François Bayrou était souhaitée par 27 % des sondés contre 55 % en faveur de son maintien et 18 % de sondés sans opinion.
À l'occasion de la rentrée 2016, l'un des candidats aux primaires de droite Bruno Le Maire, lui-même ancien énarque, propose la suppression de l'institution s'il venait à être élu en 2017. Il invoque deux raisons : l’école ne forme pas des spécialistes mais des hauts fonctionnaires qui après un passage dans des cabinets ministériels sont parachutés à la tête des grandes entreprises nationales (Air France, SNCF, Crédit lyonnais…) sans aucune expérience de la gestion d’une entreprise ; l'école ne favorise non seulement pas la mixité sociale, mais pas davantage l'efficacité.
En avril 2019, il est révélé que le Président de la République Emmanuel Macron prévoit de supprimer l'ENA afin de favoriser la sélection « en fonction uniquement du mérite et non pas de l'origine sociale ou familiale ». Le 25 avril 2019, au cours d'une grande conférence de presse à l'Élysée, Emmanuel Macron confirme sa volonté de supprimer l'ENA, et de repenser le recrutement et la formation des hauts fonctionnaires.
Jean-Louis Debré évoque une décision populiste, Le Monde évoquant plutôt une grande transformation pour « renouer avec une méritocratie ouverte à tous ».
À la suite de l'annonce d'Emmanuel Macron, une mission sur la haute fonction publique est désignée, composée de Frédéric Thiriez, avocat aux Conseils, Florence Méaux, conseillère maître à la Cour des comptes et déléguée aux cadres dirigeants de l’État au secrétariat général du Gouvernement et Catherine Lagneau, ingénieure en chef des mines et directrice adjointe de l’École des Mines de Paris. Son rapport (dit « rapport Thiriez ») est remis au Premier ministre le 30 janvier 2020, et propose le remplacement de l'ENA par « école d’administration publique » (EAP).
Dans une interview à la chaîne Racine solaire, Patrick Gérard, directeur de l'ENA depuis 2017, fait le point sur l'actualité de l'École.
Le 8 avril 2021, le chef de l'État, Emmanuel Macron, réunit plusieurs hauts fonctionnaires pour leur annoncer une réforme de grande ampleur de la haute fonction publique. Parmi les mesures annoncées figure la suppression de l’École nationale d’administration, une promesse datant de la crise des gilets jaunes, ainsi que de la création d'un Institut du service public prenant en charge l’ensemble des élèves administrateurs, qui intégrera un tronc commun à 13 écoles de service public,,.
Le 2 juin 2021, Emmanuel Macron officialise dans une ordonnance le remplacement de l'ENA par l'Institut national du service public. Ainsi, la dernière promotion de l'ENA est la promotion Germaine Tillion (2021-2022) entrée en scolarité en janvier 2021.

## Enseignements
Depuis 1945, l'ENA a formé plus de 6 500 élèves et, depuis 1949, 3 650 élèves étrangers de 133 pays (2018).

### Formation initiale sur concours

#### Concours
Pour assurer le recrutement de ses élèves, l'ENA organise tous les ans trois concours réservés aux ressortissants de l'Union européenne et un concours international :
- un concours externe accessible à tous les candidats titulaires au minimum d'un diplôme de premier cycle (licence ou équivalent, cursus équivalent à 3 années d'études supérieures) ;
- un concours interne réservé aux agents de la fonction publique ayant au moins quatre années de service effectifs ;
- un troisième concours ouvert aux candidats ayant au moins huit ans d'expérience professionnelle en dehors de la fonction publique (élus, salariés du secteur privé, responsables syndicaux) ;
- un recrutement international ouvert aux candidats étrangers fonctionnaires, agents publics ou, dans certains cas limités, étudiants se destinant à des fonctions publiques dans leur pays.

Par le passé[Quand ?], par décret, des élèves de l'École polytechnique pouvaient à la fin de leur scolarité directement intégrer l'école sans passer le concours. Ce fut par exemple le cas de Valéry Giscard d'Estaing en 1948.
Le taux de sélectivité dépend du concours. Par exemple, 6,7 % des candidats présents à la première épreuve du concours externe ont été reçus en 2015 et 6,0 % en 2017, ce taux est de 15,2% pour le concours interne de 2015, soit une moyenne de 10 % en 2015.
En 2009, 40 % des reçus étaient des femmes, 2 % sont des enfants d'ouvriers[réf. nécessaire]. D'après la sociologue Monique Dagnaud, il y a en moyenne « 40 % à 45 % de femmes à l’ENA ». Le pourcentage d'élèves ayant un parent ancien élève est de l'ordre de 2 à 3 % ; il est nul dans la promotion 2018-2019[réf. nécessaire].

#### Taille des promotions
Le nombre d'élèves de l'ENA a été diminué dans les années 1990 et 2000, avant d'être accru pour répondre aux besoins.
| Promotions                        | Concours externe | Concours interne | Troisième concours | Concours externe spécial « docteurs » | Sous-total | Élèves étrangers | Total |
| --------------------------------- | ---------------- | ---------------- | ------------------ | ------------------------------------- | ---------- | ---------------- | ----- |
| Léopold-Sédar-Senghor (2002-2004) | 80               | 43               | 13                 |                                       | 136        | 51               | 187   |
| Romain-Gary (2003-2005)           | 61               | 46               | 11                 |                                       | 118        | 47               | 165   |
| Simone-Veil (2004-2006)           | 50               | 42               | 9                  |                                       | 101        | 39               | 140   |
| République (2005-2007)            | 44               | 37               | 9                  |                                       | 90         | 18               | 108   |
| Aristide-Briand (2006-2008)       | 43               | 32               | 8                  |                                       | 83         | 18               | 101   |
| Willy-Brandt (2007-2009)          | 45               | 40               | 8                  |                                       | 93         | 34               | 127   |
| Émile-Zola (2008-2010)            | 40               | 32               | 8                  |                                       | 80         | 40               | 120   |
| Robert-Badinter (2009-2011)       | 40               | 33               | 8                  |                                       | 81         | 25               | 106   |
| Jean-Jacques-Rousseau (2010-2011) | 40               | 31               | 8                  |                                       | 79         | 31               | 110   |
| Marie-Curie (2011-2012)           | 41               | 29               | 7                  |                                       | 77         | 30               | 107   |
| Jean-Zay (2012-2013)              |                  |                  |                    |                                       | 80         | 29               | 109   |
| Jean-de-La-Fontaine (2013-2014)   |                  |                  |                    |                                       | 81         | 30               | 111   |
| Winston-Churchill (2014-2015)     |                  |                  |                    |                                       | 80         | 30               | 110   |
| George-Orwell (2015-2016)         |                  |                  |                    |                                       | 89         | 24               | 113   |
| Louise-Weiss (2016-2017)          | 43               | 38               | 9                  |                                       | 90         | 33               | 122   |
| Georges-Clemenceau (2017-2018)    | 43               | 38               | 9                  |                                       | 90         | 23               | 113   |
| Molière (2018-2019)               | 40               | 32               | 8                  |                                       | 80         | 22               | 102   |
| Hannah Arendt (2019-2020)         | 40               | 32               | 8                  |                                       | 80         | 32               | 112   |
| Aimé Césaire (2020-2021)          | 40               | 32               | 8                  | 2                                     | 82         |                  |       |
| Germaine Tillion (2021-2022)      | 40               | 32               | 7                  | 4                                     | 83         |                  |       |

#### Cursus
L'ENA dispense à ses élèves une formation interministérielle d'une durée de 24 mois. La nouvelle scolarité, entrée en vigueur le 1er janvier 2018, comporte une année de stage, suivie d'une année de scolarité à Strasbourg qui donne une place essentielle aux valeurs du service public et à la déontologie.
La scolarité est divisée en trois thèmes :
- « Europe et international » ; 27 semaines, dont un stage de 17 semaines dans le monde des institutions européennes et internationales ;
- « Territoire » ; 33 semaines de formation commune avec les élèves administrateurs de l'Institut national des études territoriales (INET), dont un stage de 22 semaines dans une préfecture ou une administration territoriale ;
- « Gestion et management publics » ; 27 semaines, dont un stage de 11 semaines en entreprise ou association.

#### Débouchés et classement de sortie

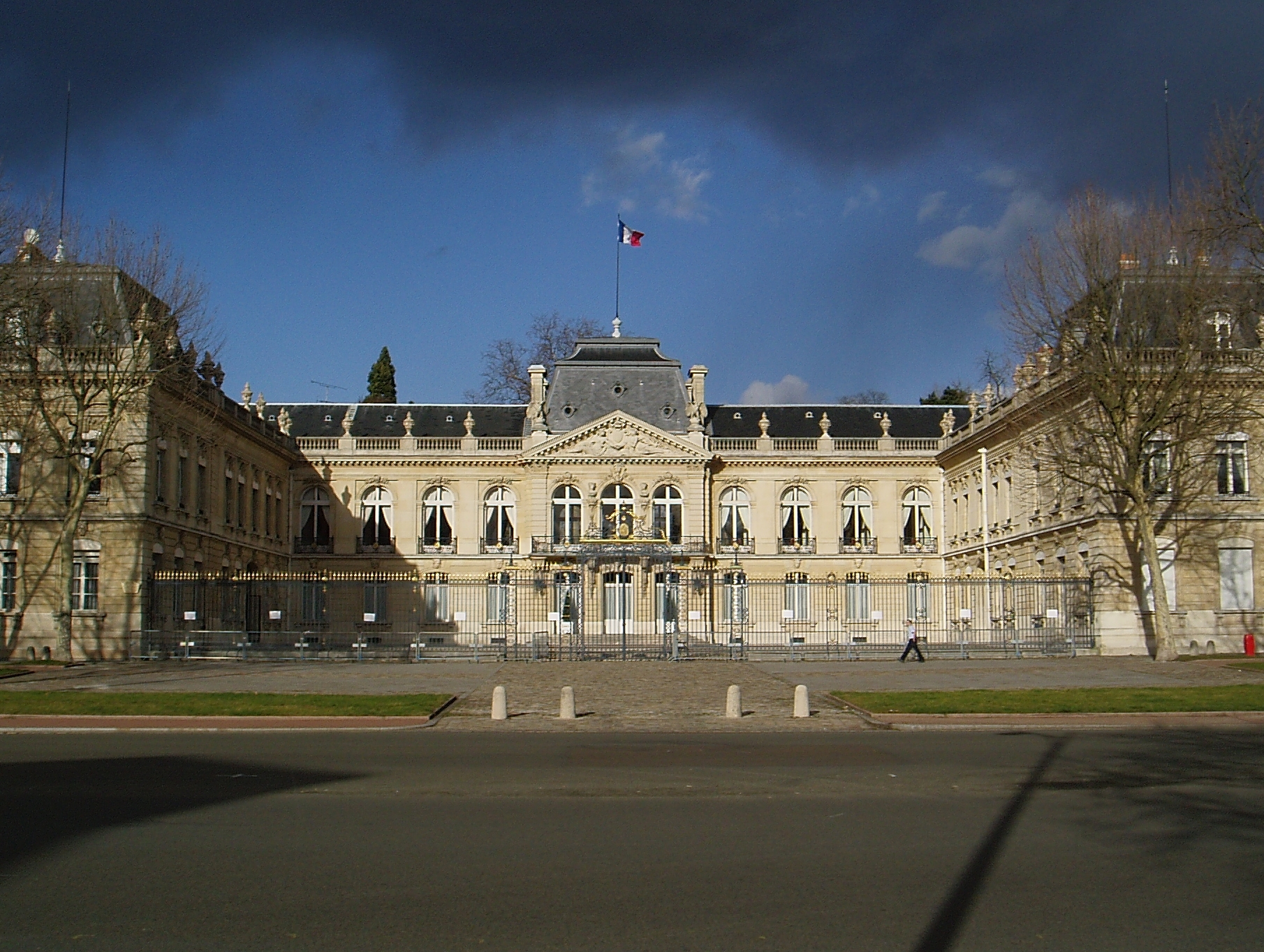
Hôtel de préfecture des Yvelines. Les préfets de département sont généralement d'anciens élèves de l'ENA.

Les élèves de l'ENA intègrent à leur sortie de l'école différents corps de la fonction publique d'État, en fonction de leur classement. Les grands corps administratifs (Conseil d'État, Inspection générale des finances et Cour des comptes) sont généralement choisis par les 12 (ou 15 selon les années) premiers (la "botte"). Suivent généralement les corps d'inspection générale (Inspection générale des affaires sociales et Inspection générale de l'administration), la direction générale du Trésor (4 à 6 postes d'administrateurs civils selon les années), ainsi que le Quai d'Orsay (4 à 6 postes de conseillers des affaires étrangères du cadre général selon les années).
Plus de la moitié de la promotion intègre le corps interministériel des administrateurs civils et rejoignent les ministères : ministères de l'Économie et des Finances, de l'Intérieur (dont le corps préfectoral, comme sous-préfets), ministères sociaux, de l'Éducation nationale, des Armées, de l'Agriculture, etc. Les autres élèves rejoignent le corps des conseillers de tribunal administratif et de cour administrative d'appel et celui des conseillers de chambres régionales des comptes. Quelques élèves rejoignent la Mairie de Paris en tant qu'administrateurs de la Ville de Paris.
Les élèves issus du concours interne conservent leur indice[réf. nécessaire]. Par rapport aux externes, ils commencent ou poursuivent leur carrière de haut fonctionnaire en moyenne comme un élève issu du concours ENA externe avec six ans d'ancienneté. De nombreux internes, appartenant à des corps de catégorie A+ avant d'entrer à l'ENA, disposent d'un échelon équivalent aux échelons les plus élevés des premiers grades des corps de sortie de l'ENA.
Les élèves issus du troisième concours commencent leur carrière dans la haute fonction publique comme un élève issu du concours ENA externe avec reprise d'ancienneté (5e ou 6e échelon selon les corps).

#### Coût de la scolarité par élève et rémunération
Le coût de la scolarité pour l'État, en diminution de 10 % entre 2005 et 2006, s'est élevé en 2006 à 56 303 € par élève en formation initiale (sur l'ensemble de la scolarité de 27 mois), soit environ 25 000 € par an, sans prendre en compte la rémunération des élèves. La scolarité étant gratuite pour les élèves, ce montant est pris en charge par l'école. À titre de comparaison, le coût moyen d'un étudiant dans l'enseignement supérieur français était estimé en 2005 à 9 280 € par étudiant et par an (7 210 € pour un étudiant de l'université et 13 560 € pour un étudiant en classes préparatoires).
Comme dans beaucoup d'autres écoles de la fonction publique française, les élèves de l'ENA sont rémunérés pendant leur scolarité, de 1 684 € par mois en 2016 en moyenne. Les élèves s'engagent en contrepartie à travailler pour l'État pendant dix ans, faute de quoi ils devront rembourser une partie des sommes perçues et le coût de leur scolarité,.

#### Affectations de sortie et controverses du classement
Le classement de sortie des élèves est constitué sur la base de la moyenne de l'ensemble des notes obtenues par chaque élève lors de sa scolarité. Les notes des élèves sont de deux types : les notes obtenues à l'issue des trois stages professionnels (représentant environ le tiers de la note finale) et les notes obtenues à l'issue des épreuves de scolarité. Chaque note de stage est arrêtée en fonction de l'évaluation du maître de stage de chaque élève, d'une inspection appelée "visite de stage" effectuée par un membre de la Direction des stages sur le lieu de stage lui-même (sauf pour le stage en entreprise), du rapport produit par l'élève, ainsi que d'un oral de soutenance.
Tous les élèves obtiennent en fin de scolarité leur rang dans le classement, du premier au dernier.
Le classement de sortie fait l'objet de critiques récurrentes. Il a été mis en cause, entre autres griefs, par les élèves de la promotion Léopold Sédar-Senghor (2002-2004), qui ont rédigé un rapport intitulé L'ENA, l'urgence d'une réforme. Ce document, signé par 132 étudiants sur 134, reprochait à l'ENA de « dispenser une scolarité au rabais, qui n'est que l'alibi d'un concours de beauté organisé par les divers corps de l'État ».
Les élèves avaient même voté une motion de défiance contre la direction de l'école, ce qui leur avait valu un rappel à l'ordre du ministre de la fonction publique de l'époque, Renaud Dutreil.
Dans un arrêt du 10 janvier 2007, le Conseil d'État a donné raison aux élèves de la promotion Sédar-Senghor contestant le déroulement de l'examen de fin d'études (ces derniers n'acceptaient pas la présence d'un professeur de l'école au jury final de l'épreuve de questions européennes, ni le choix des sujets des épreuves de gestion publique). La haute juridiction administrative a annulé le classement de sortie de la promotion 2004 de l'ENA, estimant que l'école n'avait pas organisé le concours dans des conditions respectant l'égalité entre élèves. Cette décision restera toutefois sans influence, puisque les élèves ont uniquement contesté le classement, et non l'arrêté d'affectation dans les différents corps de l'administration,.
En janvier 2008, Nicolas Sarkozy a remis en cause le principe du classement de sortie. Le président de la République a estimé anormal que les mieux classés bénéficient d'une présomption de supériorité tout au long de leur carrière et se voient très souvent offrir les postes les plus importants, alors qu'à l'inverse les moins bien classés ne voient pas toujours leurs mérites professionnels reconnus à leur juste valeur. À ce stade, cependant, ni le calendrier ni les modalités d'une éventuelle suppression du classement n'étaient précisés. La difficulté de cette suppression tient en partie au risque de népotisme en cas de recrutement libre des jeunes énarques par les différents corps de l'État.
Le 22 avril 2008, les élèves de la promotion Willy Brandt ont malgré cela voté en assemblée générale la suppression du classement de sortie pour leur promotion à une forte majorité (76 % des exprimés et 79 % de participation,), mais le conseil d'administration de l'École a réaffirmé peu après le maintien du classement pour les promotions en cours de scolarité. Néanmoins, le 24 septembre est annoncée sa suppression dès 2011 ; le classement serait remplacé par un « dossier d'aptitude » et complété par un entretien de recrutement. Les élèves seraient par ailleurs davantage spécialisés : l'école envisage de créer, en complément du tronc commun, cinq filières (droit, économie, finances, international, social) en partenariat avec les administrations.
En janvier 2012, François Sauvadet, ministre de la fonction publique, a mis en place « une commission de réflexion sur le classement de sortie de l'ENA chargée de rechercher toutes les voies de la convergence possibles sur cette question ». Ce groupe de travail s'est réuni à deux reprises et n'a pas réussi à trouver un terrain d'accord sur la réforme.
Le 6 février 2012, François Sauvadet a annoncé qu'il renonçait à déposer un amendement au vote de l'Assemblée nationale visant à permettre la suppression du classement.

### Mastère spécialisé et masters
L'ENA organise également des formations diplômantes de l'enseignement supérieur, en partenariat avec d'autres grandes écoles ou universités. Chaque année une centaine d'élèves composent ces formations :

#### Mastère spécialisé en Prévention et Gestion Territoriales des Risques (MPGTR)
Le mastère spécialisé "Prévention et Gestion Territoriales des Risques" dont la scolarité se déroule à Strasbourg est une formation diplômante organisée par l'ENA et accréditée par la Conférence des grandes écoles (juin 2012). Il fait suite au mastère spécialisé "Gestion des risques sur les territoires" organisé jusqu'alors en partenariat avec l'EISTI.
Le diplôme bénéficie de l’expertise du Pôle Européen d’Administration Publique (PEAP). Il est par ailleurs reconnu comme valeur professionnelle par son inscription au Répertoire national des certifications professionnelles (RNCP) inscrit au JO du 13 novembre 2009. Il forme des risk managers possédant une vaste culture du risque et qui obtiennent ce diplôme au terme d'une formation transversale approfondie.
L’objectif de ce master spécialisé est de former des managers des risques capables de faire face à des situations de crise dans les secteurs public et privé, mais aussi de travailler à la prévention de différents types de risques et à l’évaluation des mesures existantes. Il est destiné en priorité à des personnes souhaitant se spécialiser ou se réorienter professionnellement. Du fait de son organisation, la scolarité est tout à fait compatible avec la poursuite d’une activité professionnelle. Il s'adresse donc à des étudiants et des professionnels évoluant dans un environnement de communication et de gestion des crises, que ce soit dans le domaine de l'entreprise, de la finance, de la sécurité civile, de la santé publique ou de l’environnement (gestion des risques naturels). Les élèves du MPGTR sont admis à l'issue d'une procédure sélective axée sur l'excellence du parcours académique et professionnel des candidats.
- 88 % des diplômés travaillent dans un domaine en lien avec la gestion des risques.
- 54 % des diplômés travaillent dans le secteur public et 46 % dans le secteur privé.

Au terme de leur scolarité les élèves risk managers de l'ENA occupent de hautes fonctions dans les secteurs suivants : sécurité et défense, conseil, enseignement, formation, étude et analyse, collectivités territoriales, transports, management en entreprise privée, domaine juridique et assurantiel, information et communication affaires publiques, protection civile et responsables techniques.

#### Master européen de gouvernance et d'administration (MEGA)
Il s'agit d'un programme franco-allemand créé au moment du quarantième anniversaire du Traité de l'Élysée avec le soutien de Jacques Chirac et de Gerhard Schröder. Cette formation continue est ouverte à des fonctionnaires français et allemands en exercice, mais aussi à des fonctionnaires d'autres pays européens et aux cadres du secteur privé.
Le MEGA est piloté par l'ENA, l'Université Paris-I Panthéon-Sorbonne et l'Université de Potsdam. Il est placé en France sous l'égide du ministère de la Fonction publique français (DGAFP) et en Allemagne sous celle du ministère fédéral de l'Intérieur (BMI). Sont également partenaires le Centre d'études européennes de Strasbourg (CEES), l'institut d'études politiques de Paris (Sciences Po Paris), l'université de Strasbourg, l'université Humboldt de Berlin et l'institut universitaire européen de Florence.
La formation est sanctionnée par deux diplômes : le master en droit, mention droit public, spécialité gouvernance et administration européennes de l'université Paris I, et le « Master of European Governance and Administration » délivré par l'université de Potsdam. La première promotion, inaugurée en 2006 par le ministre français de la Fonction publique et le ministre fédéral allemand de l'Intérieur, est la promotion Pont de l'Europe-Europabrücke. La deuxième promotion s'appelle Jean-Claude Juncker. La troisième promotion s'appelle Javier Solana.
Les conditions d'admission au MEGA sont spécifiques :
- être titulaire d’une maîtrise[Quoi ?],
- être capable de suivre des cours en français et en allemand,
- avoir entre 25 et 35 ans,
- avoir au moins deux ans d’expérience professionnelle.

#### Master en droit et gestion publique
Ce master à finalité professionnelle en science politique spécialités droit et gestion publique est délivré par l'Université Paris-Dauphine. Il s'adresse aux étudiants, fonctionnaires et cadres du secteur privé confrontés à la gestion, au management public.
Associant l'expertise et les enseignements de l'ENA sur les problématiques du secteur public, ce master dispose d'une formation managériale d'entreprise dispensée par Paris-Dauphine.
Tout au long de la scolarité les stagiaires bénéficient de conférences et d'exposés caractérisés par la mixité des intervenants : hauts fonctionnaires, consultants, enseignants et chercheurs de l’université.

#### Master en management des organisations et des politiques publiques (MOPP)
Ce master spécialité « Management des organisations et des politiques publiques » est une formation de haut niveau sur le management des organisations publiques (en particulier État, collectivités territoriales, établissements publics et entreprises publiques chargées d’une mission de service public) et de leurs politiques. Cette formation est issue du partenariat de cinq institutions prestigieuses : Mines ParisTech, Université de Paris-X Nanterre, centre de recherche en gestion de l'École polytechnique, École supérieure de commerce de Paris (ESCP Europe), École nationale d'administration (ENA).

#### Master en administration publique
Le master en administration publique est accessible aux anciens élèves des cycles internationaux de longue durée, l'objectif de ce master est de permettre aux élèves étrangers de valoriser leur cursus à l'ENA par un approfondissement de leurs connaissances.

### Cycles internationaux
- Cycle international d'administration publique (CIAP - 7 mois) : ce cycle offre la possibilité à une trentaine de hauts fonctionnaires confirmés de suivre un cycle de perfectionnement dans leur spécialité pendant sept mois.
- Cycle des hautes études européennes (CHEE - 7 mois) : ce cycle est ouvert à des hauts fonctionnaires, parlementaires, journalistes, universitaires, syndicalistes, dirigeants et cadres d'entreprises souhaitant se familiariser avec les questions européennes et plus spécifiquement avec les positions françaises sur ces questions.
- Cycle international court (CIC - 9 mois) : le CIC permet à une trentaine de hauts fonctionnaires étrangers d'acquérir des savoir-faire utiles pour entrer en contact avec l'administration française.
- Cycle international long (CIL - 18 mois) : ce cycle réunit trente élèves étrangers, fonctionnaires dans leur pays d'origine ou intéressés par une carrière dans la fonction publique. Ils sont intégrés chaque année à la promotion qui est donc constituée par les élèves français issus des trois concours et par les élèves du CIL. L'ENA souhaite qu'il n'y ait plus de distinction faite entre les élèves français et les CIL pendant leur scolarité.
- Cycles internationaux spécialisés d'administration publique (CISAP - 1 à 4 semaines) : ces cycles s'adressent aux hauts fonctionnaires d'administrations étrangères, aux cadres d'entreprise publiques ou aux cadres dirigeants français.

### Formation permanente
Destinées aux cadres supérieurs de la fonction publique, les sessions de formation permanente concernent 2 500 personnes par an. Elles se sont diversifiées et visent à privilégier l'interministérialité par la confrontation d'expériences différentes et la mise en commun de savoir-faire utiles à la modernisation de la fonction publique.
- Cycle d'accompagnement à la mobilité professionnelle (destiné aux administrateurs civils et aux assistants parlementaires)
- Cycle d'intégration des officiers (CIO) : l'école organise un cycle de formation de trois mois spécifique à l'attention d'une dizaine officiers admis à intégrer différents corps de sortie de l'ENA, administrateurs civils, corps préfectoral, inspections… au sein des administrations de l'État.
- Cycle de perfectionnement des collaborateurs parlementaires : les assistants parlementaires de l'Assemblée nationale, du Sénat, et du Parlement européen ont la possibilité de se former à l'ENA, grâce à un cycle de perfectionnement extensif de 6 mois qui leur est réservé.
- Séminaires de gestion publique (16 demi-journées par séminaire) : ces séminaires s'adressent aux responsables des services de l'État, des collectivités territoriales et des établissements publics, aux cadres des entreprises publiques et organismes privés en relation avec l'administration centrale et les collectivités territoriales et aux diplomates étrangers en poste à Paris.
- Cycle des hautes études européennes (CHEE) : décidé le 19 décembre 2005, ce séminaire thématique annuel est destiné à des cadres de tous les secteurs d'activité, désireux de se familiariser ou d'approfondir les enjeux présents des politiques européennes.
- Autres formations thématiques : Action publique et institutions, pratique de l'interministérialité, gestion et management publics, développer ses compétences, Union européenne, relations internationales, économie et finances publiques, gestion des risques, etc.

Une session sur la déontologie a été créée en 2009.

### Préparation des concours européens
L'ENA propose des préparations aux concours des institutions européennes, et est recensée comme centre préparatoire pour la France par l'Office européen de sélection du personnel. Une formation continue est proposée aux fonctionnaires européens avec le Cycle des hautes études européennes (CHEE).

### Formation continue
L'école assure des prestations de formation dans le cadre d'appels d'offre internationaux, mais aussi à la demande d'états, soit 3 400 personnes par an.

## Recherche et développement international

### Activités de recherche
L'ENA assume également une mission de recherche en sciences administratives en éditant la Revue française d'administration publique (RFAP), en développant toute une série de colloques sur les grands enjeux de la fonction publique, en encourageant les travaux de recherche de ses élèves sur des questions d'actualité et en multipliant les comparaisons des différents systèmes administratifs étrangers.
L'ENA est membre fondateur de la Fondation nationale entreprise et performance, créée en 1969 de par la volonté du premier ministre Chaban-Delmas. Reconnue d'utilité publique, cette fondation a pour objet de contribuer à faire émerger d'une part des visions renouvelées de la performance et du rôle des acteurs publics et privés, et d'autre part des enjeux de long terme auprès de leaders d’opinion. Ouverte sur sélection aux élèves des grandes écoles (ENA, INET, X, HEC, ESSEC, ESCP, ENSAM, Saint-Cyr…) elle encourage le croisement entre la culture du politique et la culture de l’entreprise, en organisant le partage des compétences et les pratiques entre ces deux univers, et en donnant les moyens d’une action concertée entre eux. Chaque année depuis 1969, l'ENA y envoie certains de ses élèves suivre le cursus de dix-huit mois.
Afin de répondre à un souci de diversification du recrutement et d'ouverture à la recherche, l'ENA a ouvert une voie d'accès à son cursus aux docteurs en 2014, les résultats en matière d'attractivité pour les chercheurs diront si cette nouvelle voie est suffisamment incitative. Encourager les étudiants de l'ENA à effectuer un doctorat est une autre solution envisagée pour ouvrir l'école à la recherche.

### Une école tournée vers l'international
Depuis sa création, en 1945, l'ENA a formé plus de 3 657 élèves étrangers, provenant de 134 pays (chiffres 2017), dans le cadre de ses deux cycles internationaux. Chaque promotion compte une quarantaine d'élèves étrangers représentant une trentaine de nationalités pour une centaine d'élèves français, tous suivent là une formation identique.
Par ailleurs, l'école entretient une active coopération administrative avec de nombreux partenaires étrangers. L'ENA a ainsi développé des accords de coopération binationaux avec des pays du Maghreb, la Chine, la Pologne, la Thaïlande ou encore la Syrie, pour permettre le transfert d'ingénierie des formations au management public et à la gestion administrative. L'ENA occupe également une place prépondérante dans le domaine des appels d'offres internationaux grâce à une cellule multilatérale créée en 2002, chargée de gérer les financements des bailleurs de fonds internationaux ; elle fournit ainsi une expertise dans le domaine de l'administration publique et de la réforme de l'État dans plus de vingt-cinq pays (Algérie, Azerbaïdjan, Brésil, Bulgarie, Cambodge, Cameroun, Chine, Djibouti, Maroc, Panama, République dominicaine, Roumanie, Russie, Tunisie, Ukraine, Viêt Nam, etc.). Parallèlement à cette activité, l'École organise des cycles de formation à l'attention de responsables publics étrangers dans le cadre d'appel d'offres ou de demandes de formation émanant d'États étrangers (Afrique subsaharienne, Chine et pays d'Europe centrale et orientale).
Soucieuse de conforter la place de l'administration française dans le monde, l'ENA a encore intensifié sa politique d'échanges internationaux depuis l'intégration des services de l'Institut international d'administration publique (IIAP) en son sein, début 2002.

## Vie à l'école

### Centres de documentation

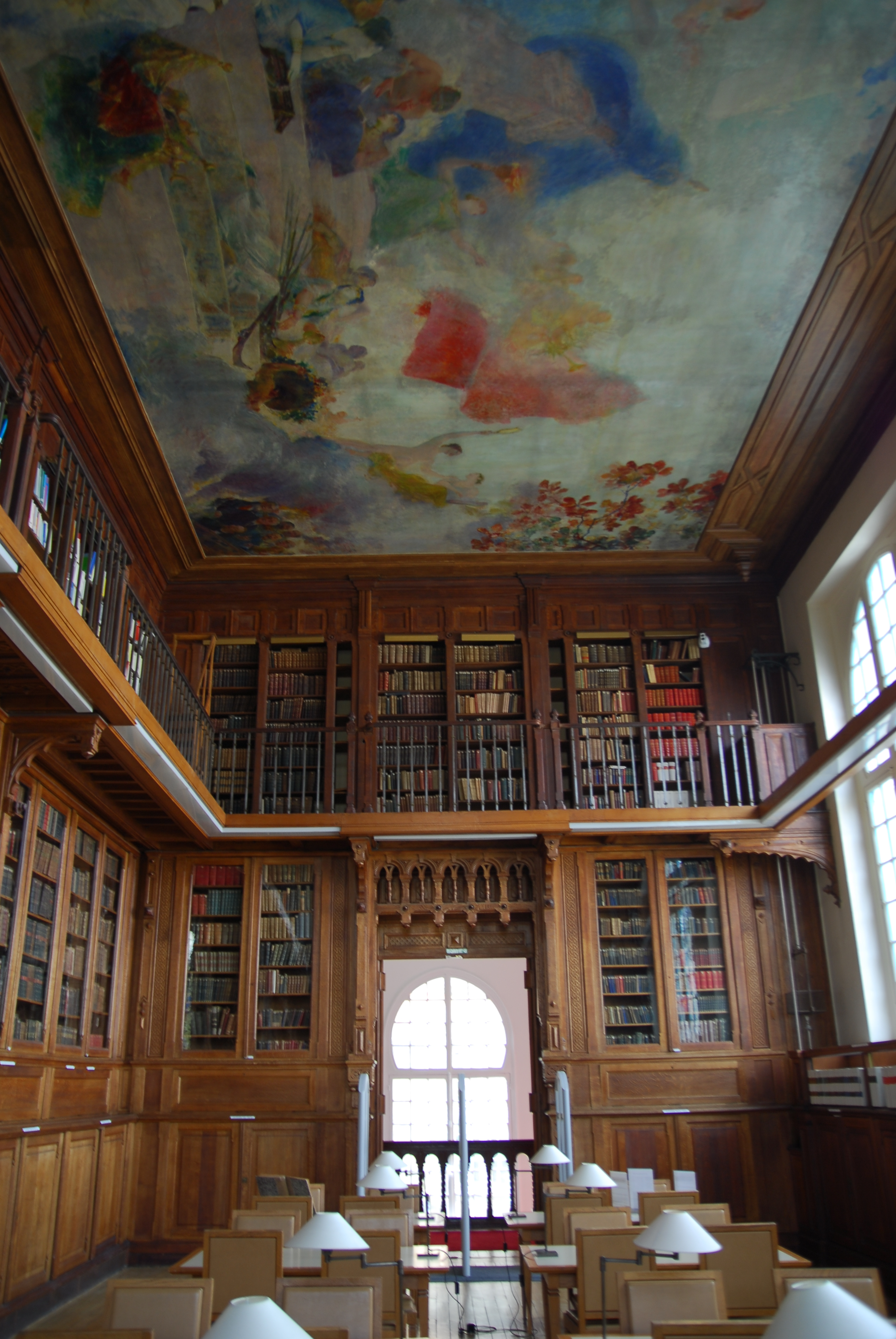
La bibliothèque de l'antenne parisienne de l'ENA.

L'ENA dispose à Strasbourg d'une bibliothèque accessible aux élèves et aux anciens élèves. Cette bibliothèque est par ailleurs un Centre de documentation européenne (tout comme celle de l'Institut d'études politiques de Paris ou de l'Université libre de Bruxelles), et reçoit à ce titre la documentation officielle européenne.
L'ENA dispose en outre d'une antenne documentaire à Paris constituée de 5 000 ouvrages et d'une centaine de titres de périodiques.

### Activités sportives
De très nombreuses activités sportives sont proposées par l'association sportive de l'ENA (AS-ENA) aux élèves et anciens élèves. Le directeur des sports est Jean-Claude Doillon.

## Administration de l'école
L'ENA est un établissement public à caractère administratif placé sous la tutelle du Premier ministre, exercée en son nom par la Direction générale de l'administration et de la fonction publique.

### Présidence du conseil d'administration
La présidence du conseil d'administration de l'ENA revient de droit au vice-président du Conseil d'État.

### Direction
| Directeur                   | Décret de nomination | Décret de nomination |
| --------------------------- | -------------------- | -------------------- |
| Henri Bourdeau de Fontenay  | 1945                 |                      |
| François Gazier             | 6 avril 1963         | [ 63 ]               |
| Pierre Racine               | 18 août 1969         | [ 64 ]               |
| Pierre Louis Blanc          | 28 juillet 1975      | [ 65 ]               |
| Simon Nora                  | 13 avril 1982        | [ 66 ]               |
| Roger Fauroux               | 24 janvier 1986      | [ 67 ]               |
| René Lenoir                 | 26 mai 1988          | [ 68 ]               |
| Jean Coussirou              | 24 janvier 1992      | [ 69 ]               |
| Raymond-François Le Bris    | 30 janvier 1995      | [ 70 ]               |
| Marie-Françoise Bechtel     | 14 septembre 2000    | [ 71 ]               |
| Antoine Durrleman           | 7 décembre 2002      | [ 72 ]               |
| Bernard Boucault            | 2 août 2007          | [ 73 ]               |
| Nathalie Loiseau            | 4 octobre 2012       | [ 74 ]               |
| Patrick Gérard              | 9 août 2017          | [ 75 ]               |
| Frédéric Guthmann (intérim) | 31 juillet 2021      | [ 76 ]               |
| Maryvonne Le Brignonen      |                      |                      |

### Secrétariat général
- 1945-1957 : Raymond Pestourie
- 1958-1963 : Raymond Hedoin
- 1964-1986 : Robert Chelle
- 1987-1989 : Claude-France Arnould
- 1989-1994 : François Gayet
- 1994-1996 : Paul Helms
- 1996-1998 : Jean-Benoît Albertini
- 1998-2002 : Christian Petit
- 2002-2005 : Pascal Girault
- 2005-2007 : Colin Miège
- 2008-2011 : François Ambroggiani
- 2011-2013 : Thierry Bonnier
- 2013-2019 : Thierry Rogelet
- 2019-2021 : Frédéric Guthmann

### Budget
Pour répondre à son objectif de démocratisation de l'accès à la haute fonction publique, l'ENA consacre près du quart de son budget à la rémunération de la scolarité des élèves et à la préparation des candidats au concours interne, ainsi qu'au financement partiel de onze centres de préparation au concours à Paris et en province.
Avec 40,8 M€ de dépenses pour 38 M€ de recettes, l'ENA a un déficit de 2,8 M€ en 2017. Les principales recettes sont la subvention pour charges de service public par l'État (31,1 M€) et les ventes de formation (3,4 M€). Les dépenses sont pour les trois-quarts la masse salariale (30,9 M€, dont 9,2 M€ pour les élèves et 16,0 M€ pour les personnels permanents et intervenants). L'école n'a cependant aucune dette. Le déficit est la conséquence de l'augmentation des missions de l'école à subvention constante (Institut international d'administration publique en 2002, Centre d’études européennes de Strasbourg, qui forme à la fonction publique européenne, en 2005), malgré la suppression de 42 postes en cinq ans. Dès l'été 2017, un plan de redressement est préparé : adopté par le Conseil d'administration en octobre 2018, il vise « notamment sur la diminution des coûts de fonctionnement de l'école, une modernisation des modalités d'accès à l'école, un recentrage de la formation continue et de l'action internationale, ainsi que sur la dimension immobilière ».

## Élèves
Depuis sa création il y a soixante-dix ans, l'ENA a formé 5 600 hauts fonctionnaires français et 2 600 étrangers[réf. nécessaire].
Les différentes promotions de l'ENA portent un nom spécifique en hommage à un personnage, un événement ou un concept. La photo de chacune d'entre elles est affichée sur les murs de l'école.
Selon une étude réalisée par l'EHESS en collaboration avec le centre d'étude et de recherche de l'ENA, sur les trente dernières années, la grande majorité des anciens élèves deviennent des hauts fonctionnaires de l'État, et environ 22 % travaillent ou ont travaillé au sein d'une entreprise,,. Le pantouflage resterait quant à lui difficile à chiffrer, notamment en raison du statut public ou privé d'une entreprise qui peut changer au cours du temps.

### Associations

#### Association d'anciens
L'Association des anciens élèves de l'École nationale d'administration (AAEENA) est la plus ancienne et la plus importante des associations d'anciens élèves de l'ENA. Pour tenir compte de la suppression de l'ENA et de la création de l'INSP, elle prend en 2022 le nom de « SeRViR », association des alumni de l'ENA et de l'INSP,. Elle diffuse une revue mensuelle, L'ENA hors les murs ainsi que l'annuaire des anciens élèves (réservé aux anciens élèves conformément aux dispositions RGPD) et participe à l'animation de manifestations en lien avec la vie des anciens élèves en organisant des conférences, des colloques, etc.
Elle se charge par ailleurs d'aider les anciens élèves dans leurs recherches d'emplois, en éditant tous les mois le bulletin du service carrière, qui contient une liste de poste à pourvoir dans et hors de l'administration, et en proposant des services personnalisés tels que des bilans de compétences.

#### Autres
Outre l'AAEENA, de nombreuses associations regroupent des élèves selon leurs origines géographiques (comme l'Association québécoise des anciens élèves de l'ENA), selon le concours obtenu (telle l'Association des élèves et anciens élèves issus du 3e concours de l'ENA), selon le programme suivi (Association des anciens élèves allemands du cycle étranger de l'ENA), ou encore selon d'autres critères (Agir pour la réforme de l'école).
Une Confédération regroupant les associations d'anciens élèves de l'ENA à l'étranger et en France existe depuis 2018.

### Élèves célèbres
Personnalités politiques
Présidents de la République française : Valéry Giscard d'Estaing (1974 à 1981), Jacques Chirac (1995 à 2007), François Hollande (2012 à 2017) et Emmanuel Macron (depuis 2017)
Premiers ministres français :
| - Jacques Chirac (1974 à 1976 et 1986 à 1988) - Laurent Fabius (1984 à 1986) - Michel Rocard (1988 à 1991) | - Édouard Balladur (1993 à 1995) - Alain Juppé (1995 à 1997) - Lionel Jospin (1997 à 2002) | - Dominique de Villepin (2005 à 2007) - Édouard Philippe (2017 à 2020) - Jean Castex (2020 à 2022) |

Ministres du Gouvernement Élisabeth Borne : Catherine Colonna, Bruno Le Maire, Amélie Oudéa-Castéra et Clément Beaune.
Parlementaires (députés, sénateurs ou députés européens) :
| - Jean-Louis Bianco - Jean-Louis Bourlanges - Gilles Carrez - Hervé de Charette - Jean-Pierre Chevènement - Charles de Courson - Paul-Marie Coûteaux | - Ségolène Royal - Jean-François Copé - Michel Diefenbacher - Nicolas Dupont-Aignan - Hervé Gaymard - Joël Giraud - Gaëtan Gorce - François Goulard | - Élisabeth Guigou - Chantal Jouanno - Alain Lamassoure - Dominique Lefebvre - Marc Le Fur - Gérard Longuet - Jean Mallot | - Jean-François Mancel - Pierre Moscovici - Christian Paul - Valérie Pécresse - Dominique Perben - Henri Plagnol - Didier Quentin | - Michel Sapin - Jean-Pierre Soisson - Catherine Tasca - Charles de La Verpillière - Philippe de Villiers - Laurent Wauquiez |

Hommes politiques étrangers : Hichem Mechichi (ancien Chef du gouvernement tunisien), Edem Kodjo (ancien Premier ministre du Togo), Nicéphore Soglo (ancien président du Bénin), Mohand Laenser (ministre d'État marocain, député et secrétaire général du Mouvement populaire), Mohamed Elyazghi (ministre d'État marocain et ex-secrétaire général de l'union socialiste des forces populaires), Abdoulaye Baldé (ministre sénégalais des Forces armées, maire de Ziguinchor et ancien secrétaire général de la présidence) et Modeste Mopa Fatoing (ancien directeur général des impôts au Cameroun).
PDG d'entreprises
| - Bernard Lathière (Airbus) - Serge Weinberg (Accor) - Jean-Cyril Spinetta (Air France) - Henri de Castries (Axa) - Louis Gallois (EADS) - Baudouin Prot (BNP Paribas) - Pierre Mongin (RATP) | - Paul Hermelin (Capgemini) - Denis Olivennes (Europe 1, Lagardère Active) - Jean-François Cirelli (Gaz de France) - Bruno Lafont (Lafarge) - Frédéric Saint-Geours (Peugeot) - Philippe Crouzet (Vallourec) - Francois Pérol (BPCE) - Michel Pébereau (BNP Paribas) | - Frédéric Oudéa (Société générale) - Alexandre Bompard (Carrefour) - Guillaume Pepy (SNCF) - Gérard Mestrallet (Suez) - Pierre-André de Chalendar (Saint-Gobain) - Yves-Thibault de Silguy (Vinci) - Stéphane Richard (France Telecom) - Jacques Mayoux (promotion 1951) Crédit Agricole (1963-1975), Sacilor (1978-1982) Société Générale (1982-1986) - Philippe Wahl (La Poste (entreprise française)) |

- Louis-Roch Burgard (promotion 1998) Vinci Concessions (2008-2012)

Fonctionnaires internationaux
- Pascal Lamy, commissaire européen (1999-2004), directeur général de l'OMC (2005-2013)
- Jean-Claude Trichet, gouverneur de la Banque de France (1993-2003), gouverneur de la BCE (2003-2011)
- Jean Lemierre, président de la BERD (2000-2008)
- Michel Camdessus, directeur général du FMI (1987-2000) et gouverneur de la Banque de France (1984-1987)
- Jacques de Larosière, gouverneur de la Banque de France (1987-1993), directeur général du FMI (1978-1987) et président de la BERD (1993-1998)

Hommes et femmes d'influence
| - Jacques Attali, intellectuel, proche conseiller de François Mitterrand - Nicolas Baverez, avocat et essayiste économique - Gabriel de Broglie, historien, membre de l'Académie française | - Françoise Chandernagor, écrivain - Jean-François Deniau (1928-2007), ambassadeur, homme politique et écrivain membre de l'Académie française - Renaud Denoix de Saint Marc, Ancien vice-président du Conseil d’État, ancien membre du Conseil constitutionnel, membre de l’Institut de France - Henry de Lesquen, haut fonctionnaire, homme politique et dirigeant de radio - Alain Minc, essayiste, consultant, ancien président du directoire du Monde - Alphonse Soro, homme politique ivoirien. - Daniel Bernard, ambassadeur aux Pays-Bas, au Royaume-Uni et en Algérie |

## Dans la culture

### Littérature
- Jean-René Huguenin évoque le concours de l'ENA dans son Journal[83].

#### Essais et pamphlets
- Adeline Baldacchino, La Ferme des énarques, Michalon, 2015  (ISBN 9782841868001), (OCLC 926967100).
- David Brunat, ENA Circus, Cerf, 2018.
- Jean-Michel de Forges, L'Ecole nationale d'administration, Presses universitaires de France, Coll. «Que sais-je? »,1989
- Jean-Michel Gaillard, L'ENA, miroir de l'État, de 1945 à nos jours, Complexe, coll.  1999.
- Jean-François Kesler, L'ENA, la Société, l'État, Berger-Levrault, Paris, 1985.
- Gilles Laporte, Au Plaisir d'ENA, éditions DGP Québec, 2001.
- Pierre Legendre, Miroir d'une nation. L'École nationale d'administration, éditions Mille et une nuits, 1999.
- Jacques Mandrin (pseudonyme de Jean-Pierre Chevènement, Didier Motchane et Alain Gomez), L'Énarchie ou Les Mandarins de la société bourgeoise, Éditions de la Table ronde, 1967.
- Guy Thuillier, L’ENA avant l’ENA, Presses universitaires de France, Paris, 1983.
- Olivier Saby, Promotion Ubu Roi, Flammarion, septembre 2012.
- Odon Vallet, L'École, Albin Michel, 1991.

#### Articles
- Sarah Sindaco, « Rapport sur une exception française. Que peut le roman pour l’énarque ? », Études françaises, vol. 47, no 1,‎ 2011, p. 43-58 (lire en ligne).

#### Revue
- L'ENA hors les murs, créée en 1946, revue mensuelle des anciens élèves de l'ENA.

#### Documentaires
- Miroir d'une nation, l'Ecole nationale d'administration, film documentaire réalisé par Gérald Caillat, 2000, 82 min. Autour du texte de Pierre Legendre.
- ENA, pourquoi tant de haine ?, durée de 53 minutes, diffusé sur Public Sénat le 10 avril 2021.
- L'énarque est un humain (presque) comme les autres, documentaire réalisé par Virginie Linhart, durée de 79 minutes, diffusé sur France 2 le 24 mai 2021.

Ce documentaire suit des élèves de la promotion Hannah Arendt (2019-2020) durant deux ans pendant leur formation et leurs stages jusqu'au classement final de sortie et leur affectation dans leur 1er poste.

#### Fictions sur l'ENA
- Bernard Spitz signe en 1986, sous le nom de plume Camille Dubac, un roman intitulé Meurtres à l'ENA publié chez Calmann-Lévy puis en poche chez Presses Pocket.
- Raoul Peck passe derrière la caméra avec Arte et Canal + pour L’École du pouvoir, une fiction tournée en 2008 basée sur l’ENA. Ce 2 × 120 minutes propose ainsi de suivre les épreuves et les tribulations de cinq personnages aux trajectoires différentes de 1977 à 1986.